# Chonopeltis victori
Chonopeltis victori is een visluizensoort uit de familie van de Argulidae. De wetenschappelijke naam van de soort is voor het eerst geldig gepubliceerd in 1991 door Avenant-Oldewage.